# 大阪市電長柄橋筋線
大阪市電長柄橋筋線（おおさかしでんながらばしすじせん）は、天神橋筋六丁目駅 - 長柄橋駅を結んでいた大阪市電期外線の路線。

## 路線概要
- 起点：天神橋筋六丁目駅
- 終点：長柄橋駅
- 軌間：1435mm
- 架線電圧：直流600V

## 沿革
- 1927年（昭和2年）10月17日：天神橋筋六丁目駅 - 長柄橋駅間を開業。
- 1944年（昭和19年）6月1日：戦時体制による終日急行運転実施のため、天神橋筋七丁目駅を廃止。
- 1945年（昭和20年）3月13日 - 5月6日：戦災のため全線休止。
- 1946年（昭和21年）5月1日：運行再開。
- 1952年（昭和27年）5月1日：天神橋筋七丁目駅を復活。
- 1966年（昭和41年）4月1日：地下鉄6号線工事のため、全線廃止。

## 駅一覧
| 駅名             | キロ程 | 接続路線                               |
| ---------------- | ------ | -------------------------------------- |
| 天神橋筋六丁目駅 | 0.0    | 大阪市電：天神橋西筋線、梅田善源寺町線 |
| 天神橋筋七丁目駅 | 0.4    |                                        |
| 長柄橋駅         | 0.8    |                                        |

- 1959年（昭和34年）7月当時

## 系統
3系統が走っていた。